# Instituto Brasileiro de Relações com Investidores
O Instituto Brasileiro de Relações com Investidores, também conhecido pela sigla IBRI, é uma entidade sem fins lucrativos brasileira criada em 5 de junho de 1997 com objetivos de formação e qualificação laboral e valorização do papel da comunidade de profissionais de relações com investidores no mercado brasileiro.

## Atividades
O instituto desempenha suas atividades através do estabelecimento de parcerias, apoios e convênios com diversas entidades do mercado que apresentam métodos e objetivos em comum, com atuação na área de relações com investidores e programas de desenvolvimento, qualificação e atualização profissional.
Neste sentido, a organização contribui para enriquecer as discussões técnicas junto aos órgãos oficiais brasileiros e às instituições com as quais possui convênio formal firmado – a exemplo da Comissão de Valores Mobiliários e da Bolsa de Valores de São Paulo.
Para além de suas atividades regulares, o IBRI também desempenha funções gerais de representação do profissional de relações com investidores junto às demais entidades do mercado e à sociedade brasileira como um todo.

## Gestão
O Conselho de Administração e a Diretoria Executiva são compostos por profissionais experientes no segmento de relações com investidores, atuantes em diferentes setores da economia brasileira, o que contribui para uma visão estratégica ampla e diversificada sobre a área e o mercado.
A instituição mantém, ainda, como órgãos de governança corporativa permanentes, o Conselho Fiscal e o Comitê Superior de Orientação, Nominação e Ética, para além de toda uma gama de comissões especiais e grupos de trabalho com o objetivo de auxiliar conselheiros e diretores nas diversas áreas de atuação do instituto. Tal composição permite o engajamento de associados em temas relevantes à profissão e ao mercado de capitais, fomentando a geração e a partilha de conhecimentos.
Para o mandato referente ao biênio 2024-2025, o Conselho de Administração do IBRI elegeu Renata Battiferro como sua presidente, para além de André Vasconcellos e Alessandra Gadelha para a vice-presidência.